# Ridsport vid olympiska sommarspelen 1972
Ridsport vid olympiska sommarspelen 1972 avgjordes mellan den 26 augusti och 11 september 1972 i München i Västtyskland.

## Medaljtabell
| Pl. | Nation         | Guld | Silver | Brons | Totalt |
| --- | -------------- | ---- | ------ | ----- | ------ |
| 1   | Västtyskland   | 2    | 1      | 2     | 5      |
| 2   | Storbritannien | 2    | 1      | 0     | 3      |
| 3   | Italien        | 1    | 1      | 1     | 3      |
| 4   | Sovjetunionen  | 1    | 1      | 0     | 2      |
| 5   | USA            | 0    | 2      | 1     | 3      |
| 6   | Sverige        | 0    | 0      | 2     | 2      |

## Medaljsammanfattning

### Dressyr
| Gren                            | Guld                                                      | Guld                                                      | Silver                                                           | Silver                                                           | Brons                                             | Brons                                             |
| ------------------------------- | --------------------------------------------------------- | --------------------------------------------------------- | ---------------------------------------------------------------- | ---------------------------------------------------------------- | ------------------------------------------------- | ------------------------------------------------- |
| Individuell dressyr detaljer    | Liselott Linsenhoff Västtyskland                          | Liselott Linsenhoff Västtyskland                          | Jelena Petrusjkova Sovjetunionen                                 | Jelena Petrusjkova Sovjetunionen                                 | Josef Neckermann Västtyskland                     | Josef Neckermann Västtyskland                     |
| Lagtävlingen i dressyr detaljer | Sovjetunionen Jelena Petrusjkova Ivan Kizimov Ivan Kalita | Sovjetunionen Jelena Petrusjkova Ivan Kizimov Ivan Kalita | Västtyskland Liselott Linsenhoff Josef Neckermann Karin Schlüter | Västtyskland Liselott Linsenhoff Josef Neckermann Karin Schlüter | Sverige Ulla Håkansson Ninna Swaab Maud von Rosen | Sverige Ulla Håkansson Ninna Swaab Maud von Rosen |

### Fälttävlan
| Gren                               | Guld                                                                         | Guld                                                                         | Silver                                                       | Silver                                                       | Brons                                                                 | Brons                                                                 |
| ---------------------------------- | ---------------------------------------------------------------------------- | ---------------------------------------------------------------------------- | ------------------------------------------------------------ | ------------------------------------------------------------ | --------------------------------------------------------------------- | --------------------------------------------------------------------- |
| Individuell fälttävlan detaljer    | Richard Meade Storbritannien                                                 | Richard Meade Storbritannien                                                 | Alessandro Argenton Italien                                  | Alessandro Argenton Italien                                  | Jan Jönsson Sverige                                                   | Jan Jönsson Sverige                                                   |
| Lagtävlingen i fälttävlan detaljer | Storbritannien Richard Meade Mary Gordon-Watson Bridget Parker Mark Phillips | Storbritannien Richard Meade Mary Gordon-Watson Bridget Parker Mark Phillips | USA Kevin Freeman Bruce Davidson Michael Plumb James Wofford | USA Kevin Freeman Bruce Davidson Michael Plumb James Wofford | Västtyskland Harry Klugmann Ludwig Gössing Karl Schultz Horst Karsten | Västtyskland Harry Klugmann Ludwig Gössing Karl Schultz Horst Karsten |

### Hoppning
| Gren                             | Guld                                                                            | Guld                                                                            | Silver                                                          | Silver                                                          | Brons                                                                        | Brons                                                                        |
| -------------------------------- | ------------------------------------------------------------------------------- | ------------------------------------------------------------------------------- | --------------------------------------------------------------- | --------------------------------------------------------------- | ---------------------------------------------------------------------------- | ---------------------------------------------------------------------------- |
| Individuell hoppning detaljer    | Graziano Mancienelli Italien                                                    | Graziano Mancienelli Italien                                                    | Ann Moore Storbritannien                                        | Ann Moore Storbritannien                                        | Neal Shapiro USA                                                             | Neal Shapiro USA                                                             |
| Lagtävlingen i hoppning detaljer | Västtyskland Fritz Ligges Gerhard Wiltfang Hartwig Steenken Hans Günter Winkler | Västtyskland Fritz Ligges Gerhard Wiltfang Hartwig Steenken Hans Günter Winkler | USA Neal Shapiro William Steinkraus Kathryn Kusner Frank Chapot | USA Neal Shapiro William Steinkraus Kathryn Kusner Frank Chapot | Italien Graziano Mancienelli Vittorio Orlandi Raimondo d’Inzeo Piero d’Inzeo | Italien Graziano Mancienelli Vittorio Orlandi Raimondo d’Inzeo Piero d’Inzeo |

Denna tabell: visa • redigera